# Freut euch des Lebens
Freut euch des Lebens (auch bekannt unter dem Titel Das Whisky-Schiff) ist eine britische Filmkomödie von Alexander Mackendrick aus dem Jahr 1949. Er beruht auf dem Roman Whisky Galore von Compton Mackenzie, der auch das Drehbuch verfasste.

## Handlung
Der Film erzählt die Geschichte der fiktiven Hebrideninsel Todday, auf der während des Zweiten Weltkriegs der Whisky ausgegangen ist. Als ein mit Whisky beladenes Frachtschiff vor der Insel strandet, bergen die Insulaner heimlich die Ladung und verstecken sie vor den Behörden, insbesondere dem neugierigen und spießigen Kommandeur der Home Guard, Captain Wagget.

## Hintergrund

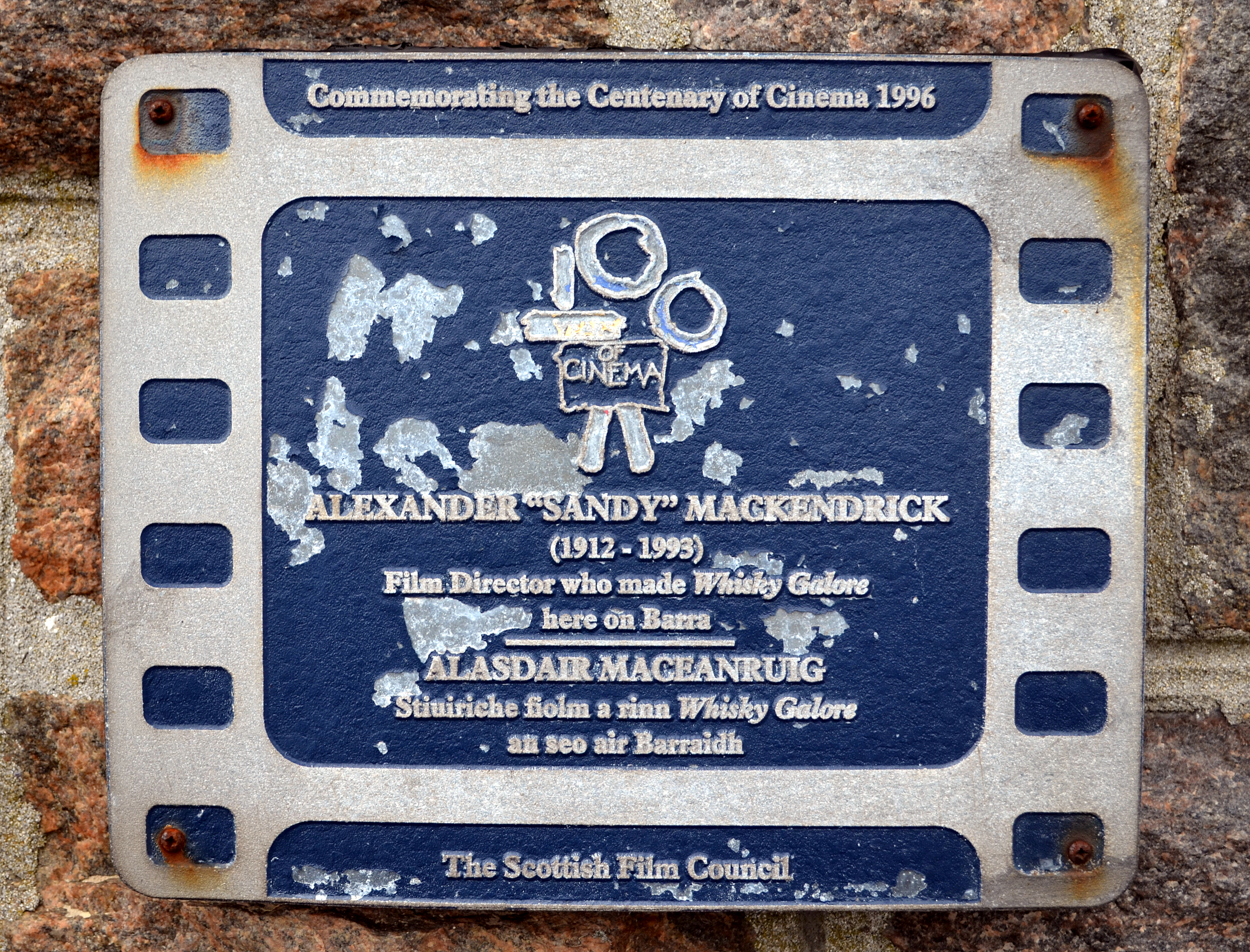
Castlebay auf der Insel Barra, Äußere Hebriden: Gedenkplakette des Scottish Film Council von 1996 für Regisseur Alexander „Sandy“ Mackendrick, der hier 1949 den Film Whisky Galore! drehte. Die Plakette ist zweisprachig in Englisch und Gälisch.

Der Roman und der Film beruhen auf einer wahren Begebenheit: Im Jahre 1941 strandete der Frachtdampfer Politician im Eriskay-Sund nahe der kleinen Insel Calway. Die Bewohner der umliegenden Inseln bargen 24.000 Kisten mit Whisky und versteckten diese vor den Zollbehörden, so dass der größte Teil offiziell nie geborgen werden konnte.
Der Film wurde überwiegend auf der Insel Barra gedreht.

## Kritik
„Humor, Tempo, Selbstironie und viele köstliche Details in einer rundum gelungenen, originellen Komödie.“

## Auszeichnung
Der Film war 1950 für den British Film Academy Award als Bester britischer Film nominiert. Das British Film Institute wählte Freut euch des Lebens im Jahre 1999 auf Platz 24 der besten britischen Filme des 20. Jahrhunderts.